# Keshet 12 (Israel)
Canal 12 (en hebreo: ערוץ 12‎), también conocido como Keshet 12 (en hebreo: קשת 12‎), es un canal de televisión en abierto israelí propiedad de Keshet Media Group. Se lanzó el 1 de noviembre de 2017 como uno de los dos reemplazos del cesante Canal 2.

## Historia
El Canal 2 de Israel fue operado por la Segunda Autoridad de Televisión y Radio, pero fue programado por dos compañías rotativas, Keshet Media Group y Reshet. Como parte de una serie más amplia de reformas al sistema de transmisión de Israel para aumentar la diversidad y la competencia, se cerró el Canal 2 y se otorgaron a ambos concesionarios sus propios canales independientes; Keshet 12 se lanzó oficialmente el 1 de noviembre de 2017, junto con Reshet 13. Los programas se dividieron entre los dos canales.
Israel Television News Company (ahora News 12) continuó brindando programas de noticias para ambos canales, con el boletín principal en horario estelar transmitido simultáneamente por ambos canales, hasta el 16 de enero de 2019, cuando se estableció HaHadashot 12 después de la fusión de Reshet 13 y Canal 10.
Desde sus inicios, Keshet 12 se ha convertido en el canal de televisión comercial más visto de Israel, liderando constantemente los índices de audiencia. El canal es conocido por producir y distribuir series dramáticas, reality shows y programas de entretenimiento de alta calidad, muchos de los cuales han alcanzado reconocimiento internacional.
Keshet 12 también mantiene una sólida presencia digital, con su plataforma de streaming Mako, que ofrece contenido a la carta y transmisiones en vivo.